# Тропический лес

Территория тропических лесов из отчета ООН FO FRA2000

Экологические зоны тропических лесов (FAO)

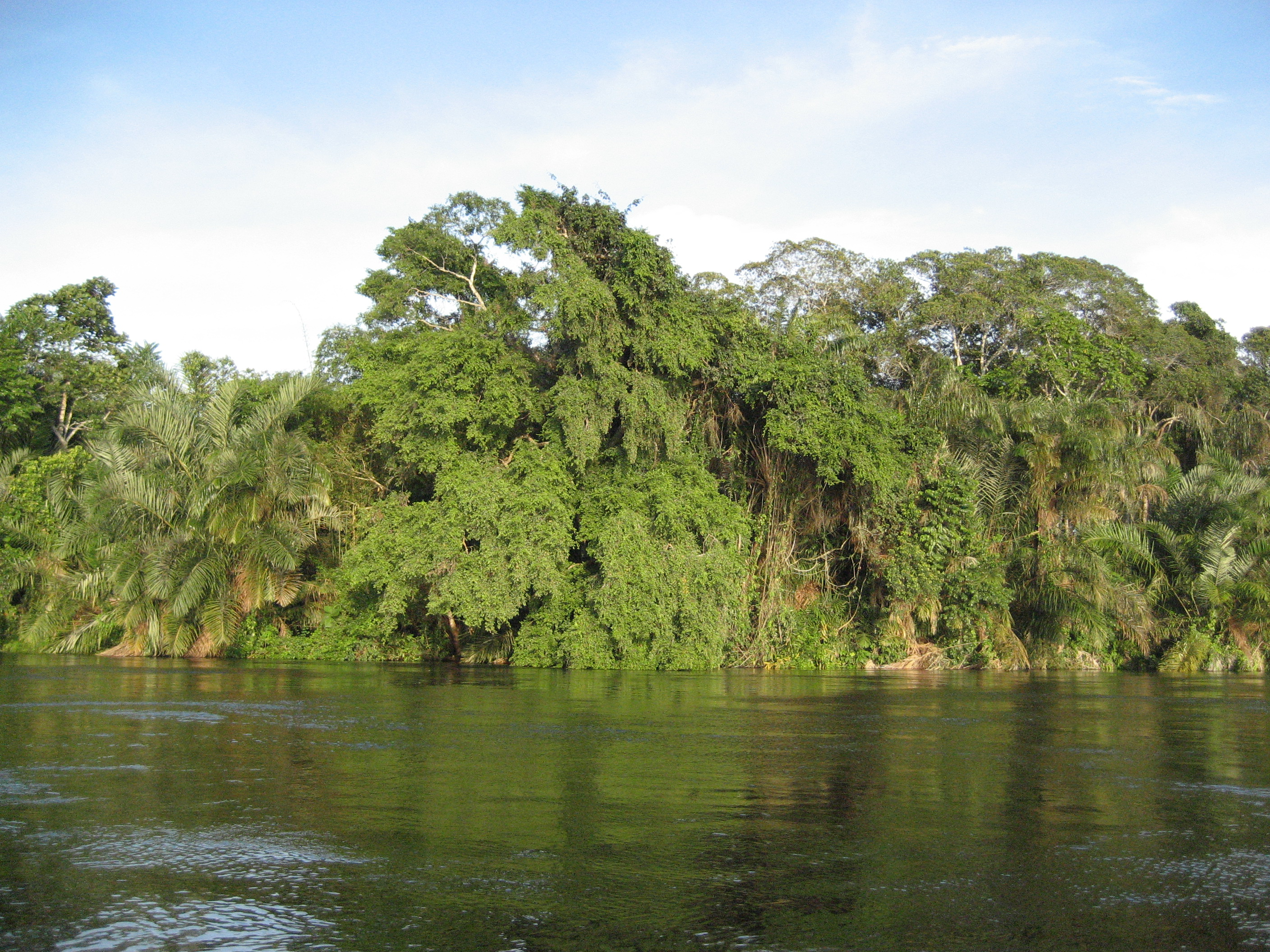
Тропический лес в Конго

Лакандонский лес в Мексике

Тропический лес — лес, распространённый в тропическом, экваториальном и субэкваториальном поясах между 25° с. ш. и 30° ю. ш. Тропические леса встречаются в широком поясе, окружающем Землю по экватору и разрываемом только океанaми и горами.
Общая циркуляция атмосферы происходит из зоны высокого атмосферного давления в районе тропиков в зону низкого давления в районе экватора, в том же направлении переносится испаряемая влага. Это приводит к существованию влажного экваториального пояса и сухого тропического. Между ними находится субэкваториальный пояс, в котором увлажнение зависит от направления ветра (муссона), зависящего от времени года.
Растительность тропических лесов очень разнообразна, зависит главным образом от количества осадков и их распределения по временам года. В случае обильных (более 2000 мм в год) и их более или менее равномерного распределения развиваются влажнотропические вечнозелёные леса. По мере удаления от экватора появляются леса, в которых увлажнение зависит от времени года: дождливый период сменяется сухим. Это — зимнезелёные переменно-влажные тропические леса с опадающими на время засухи листьями. Далее эти леса сменяются саванновыми лесами. При этом в Африке и Южной Америке муссонные и экваториальные леса сменяются саванновыми лесами с запада на восток. При ещё более засушливом климате древостои разрежаются, саванновые леса сменяются ксерофильными колючими лесами и зарослями кустарников.

## Классификация тропических лесов

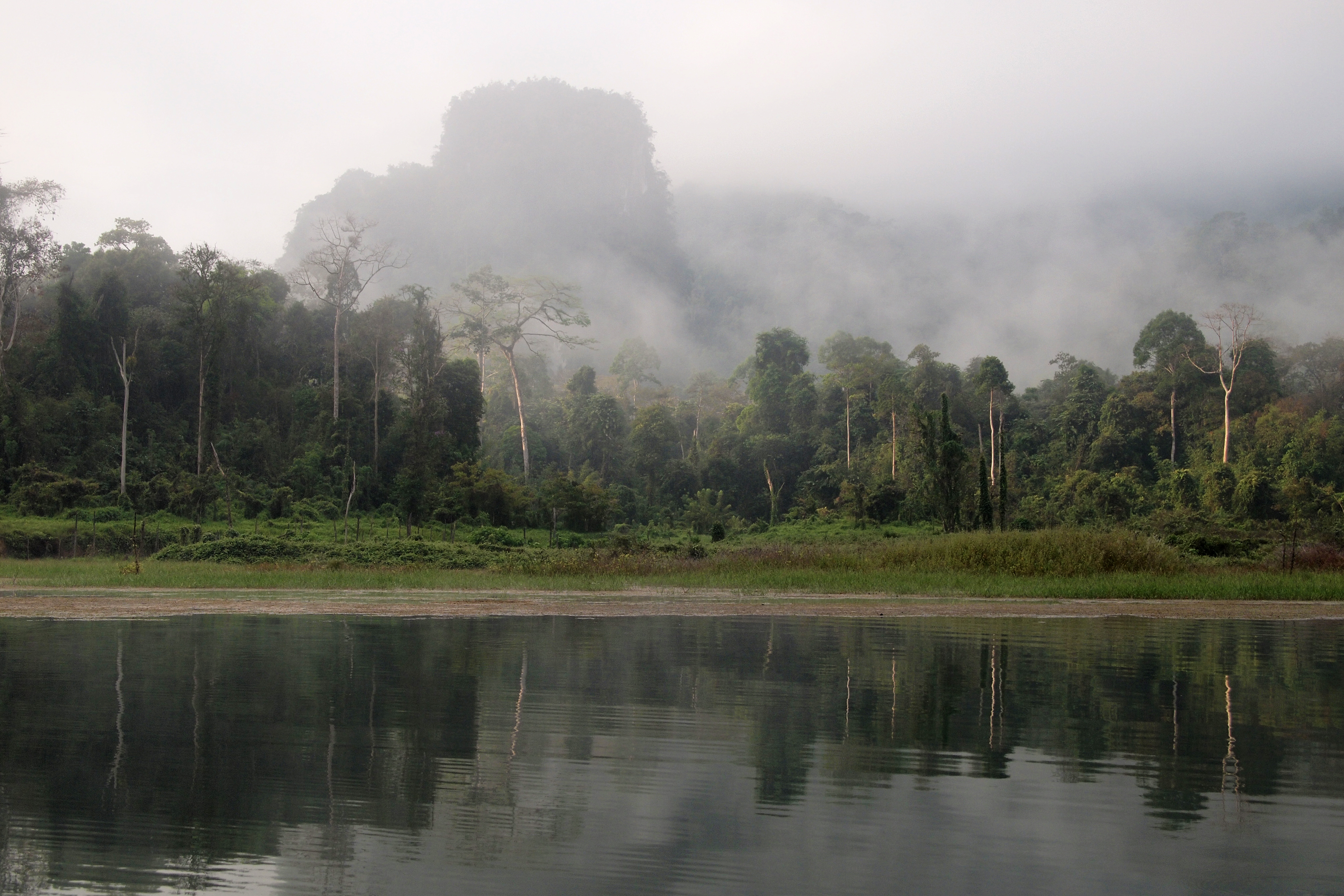
Дождевой тропический лес, древние типы растительности, Таиланд

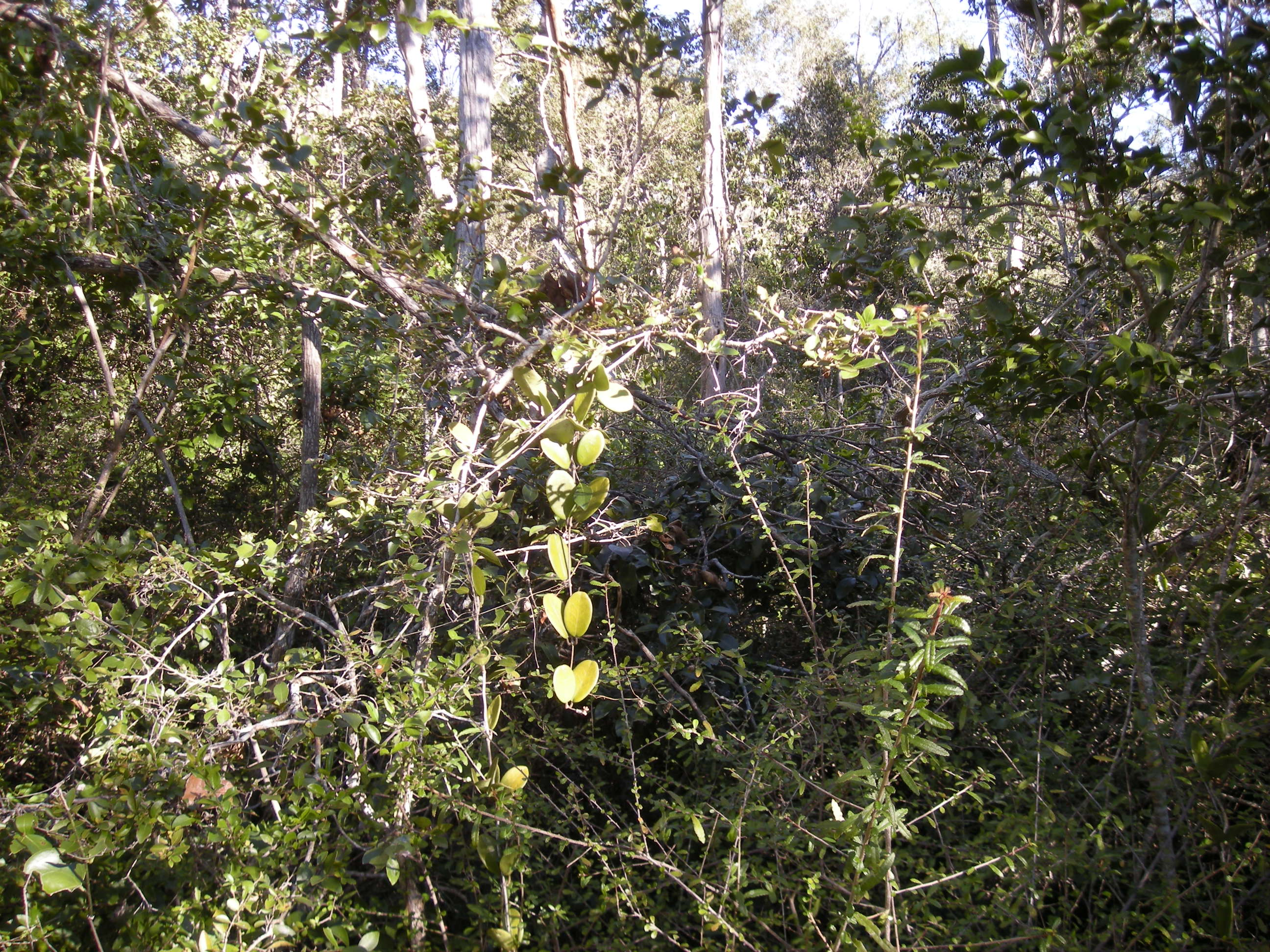
Сухой муссонный лес

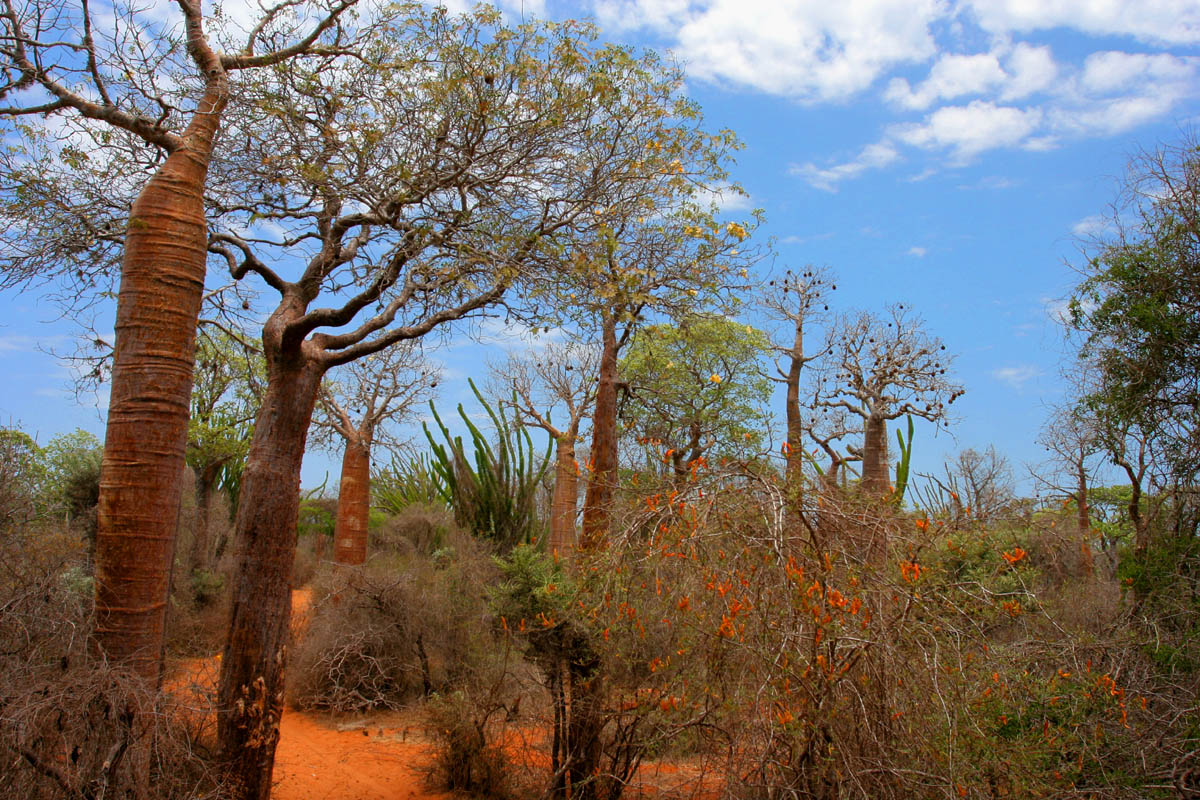
Колючий лес на Мадагаскаре

Основными группами формаций тропических лесов являются дождевые, или влажные, и сезонные.
- Влажные тропические леса — распространены в экваториальном поясе, по обе стороны от экватора, между 10° с. ш. и 10° ю. ш.[5]; характеризуются обильным выпадением осадков (2000—7000 мм, иногда даже до 12 000 мм) и относительно равномерным их распределением в течение года при практически неизменной средней температуре воздуха (24—28°С). Основные регионы распространения: Южная Америка, Центральная Африка, Юго-Восточная Азия и Австралия. Влажные тропические леса считаются центром эволюционной активности, местом формирования новых видов, распространяющихся в остальные регионы[1]. Они являются наиболее древним типом растительности, практически не изменились с третичного периода[4]. Основными группами влажнотропических лесов являются влажные вечнозеленые горные леса, тропические болотистые леса[1][6], дождевые тропические равнинные леса[1], мангры[6].
  - Мангры распространены в приливно-отливной зоне тропических побережий и, если этому благоприятствуют тёплые течения, то и вдоль берегов в умеренной климатической зоне. Они произрастают в местах, свободных от воды во время отлива и затопленными во время прилива[7].
  - Тропические горные вечнозелёные леса произрастают как правило выше 1500—1800 м, где температуры воздуха опускаются до 10—12° и ниже, что не даёт развиваться многим организмам. Относительной сохранности этих лесов, имеющих заметное значение в стабилизации природных условий (водоохранное, противоэрозионное и др.), способствует их низкое хозяйственное значение, связанное с трудностями освоения по условиям рельефа[6][8].
  - Болотистые леса занимают заметно меньшую площадь, чем незатопленные равнинные леса. По своим свойствам они близки, хотя и имеют достаточно отличий. Будучи распространены на тех же равнинах, они создают ландшафтную мозаику тропических лесов[6].
- Сезонные тропические леса произрастают в областях, где несмотря на хорошее увлажнение, (2500—3000 мм), имеется засушливый период. Количество осадков и продолжительность засушливого периода в разных лесах неодинакова, среди них различают вечнозелёные сезонные леса (например, австралийские эвкалиптовые), полувечнозелёные леса (листопадные виды представлены в верхнем ярусе, в нижнем — вечнозелёные), светлые разрежённые леса (флористический состав беден, бывает представлен одной породой). Листопадные сезонные тропические леса делятся на муссонные леса и саванновые леса[1].
  - Муссонные леса - полувечнозёленые или зелёные только в дождливое время[9]; произрастают в области действия муссонов, сухой период длится около 4—5 месяцев. Находятся в Южной и Юго-Восточной Азии, в том числе в Индостане, Индокитае, полуострове Малакка, на северо-востоке острова Ява[10]. Леса этого типа произрастают также и в Вест-Индии и Центральной Америке (остров Тринидад, Коста-Рика) и Западной Африке[2].
  - Саванновые леса распространены в тропических районах с четко выраженным сухим сезоном и годовой суммой осадков меньшей, чем в поясе сомкнутых лесов. Распространены на большей части Кубы и других островов Карибского моря, во многих районах Южной Америки, Восточной и Центральной Африки и кое-где в Индии, Китае и Австралии[11].
  - Колючие ксерофильные леса и кустарники произрастают в местностях с ещё меньшим количеством осадков, например, каатинга[1], продолжительность сухого сезона не менее 6 месяцев[12].

## Растительный мир

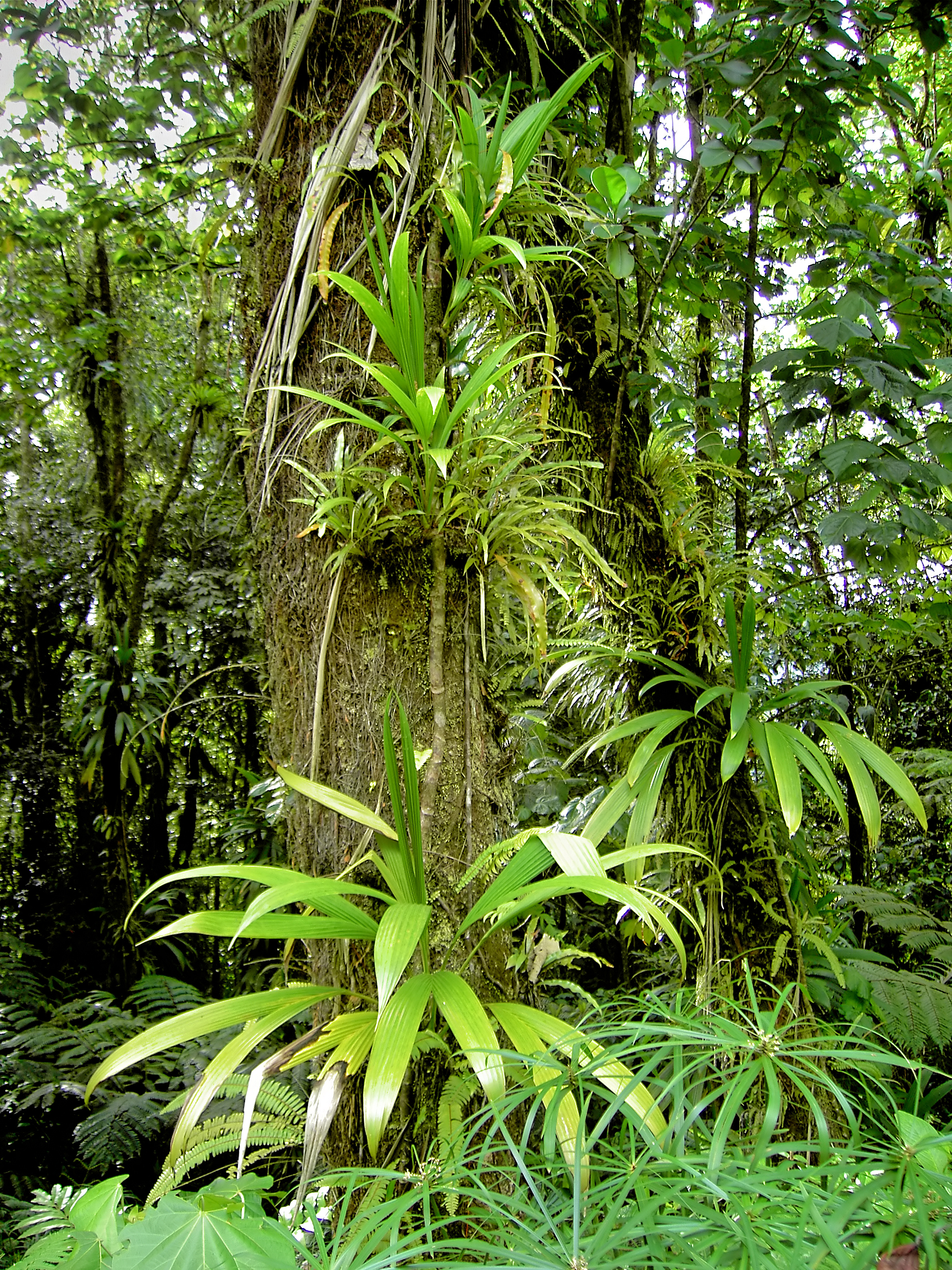
Эпифиты в тропическом лесу (Доминика)

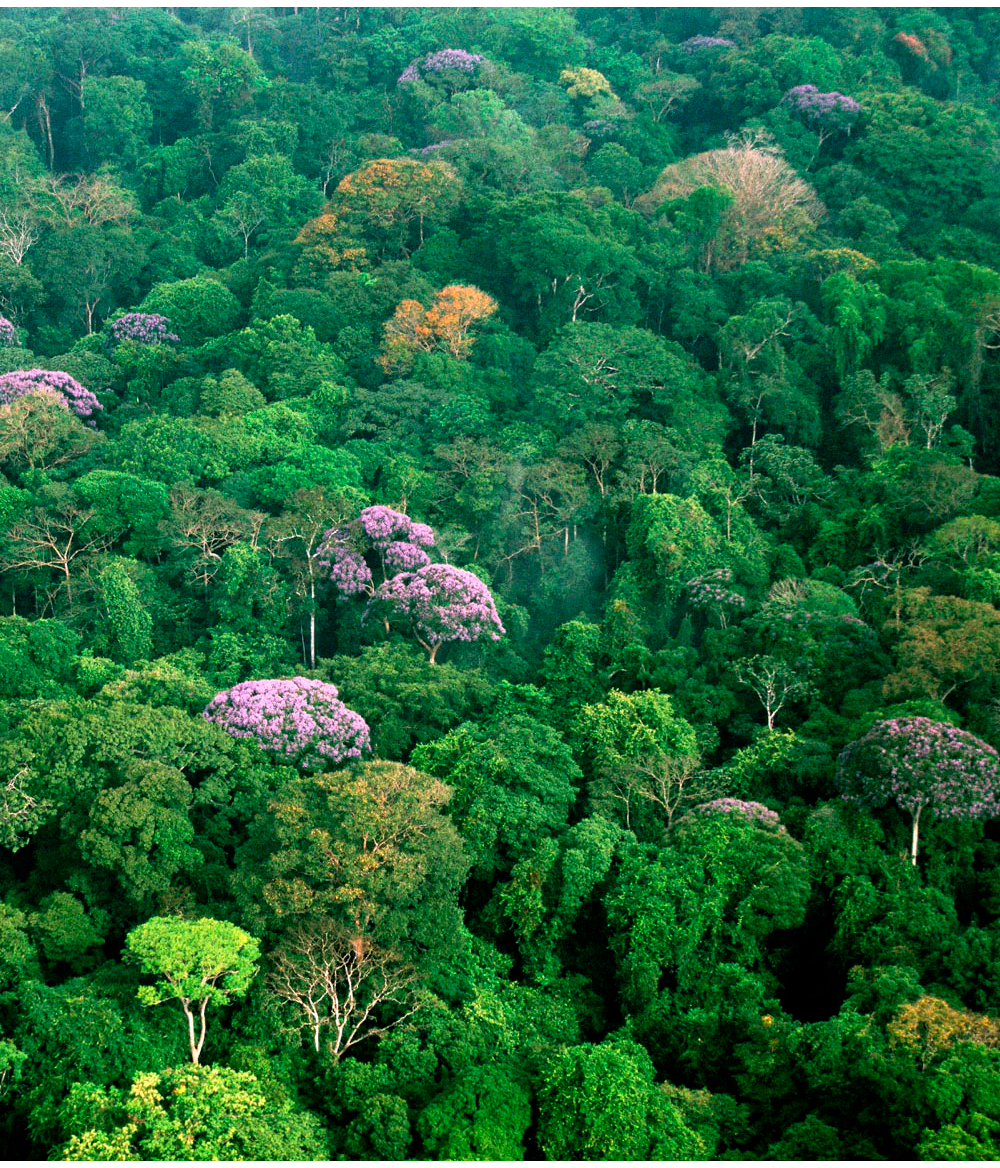
Сельва в Панаме. Вид с высоты птичьего полёта. Верхняя граница влажного тропического леса не является более или менее равномерной плоскостью, так как высота у деревьев разная. К тому же у верхней поверхности и окраска не равномерна из-за разнообразия оттенков листвы у разных видов деревьев. При этом ещё видны белые и цветные пятна — это цветущие деревья

### Влажнотропическая растительность
Влажные тропические леса характеризуются наибольшим на Земле богатством флоры (св. 4/5 всех видов растений), преобладанием в ней древесных видов (около 70 % высших растений), их разнообразием (от 40 до 100 видов на 1 га). В отличие от умеренных лесов, в тропических лесах редко встретишь два рядом стоящих дерева одного вида.. В болотистых лесах больше невысоких деревьев, особенно пальм, более развита поверхностная корневая система.. Чрезмерное количество осадков, например в болотистых местностях Индонезии, затрудняет аэрацию почв, чем обедняет флористический состав. Во влажнотропических лесах преобладают виды семейств Диптерокарповые, Бобовые, Миртовые, Пальмы, распространены и древовидные папоротники. Стволы деревьев обычно прямые, ветвящиеся ближе к верхушке, с тонкой и гладкой корой. Листья деревьев как правило крупные, плотные, кожистые. От стволов деревьев отходят мощные досковидные корни, которые могут достигать высоты 8 м. Деревья болотистых лесов часто имеют ходульные корни.
В структуре дождевого тропического леса обычно различают 3 древесных яруса. Верхний ярус состоит из отдельных гигантских деревьев высотой 50—55 м, реже 60 м, кроны которых не смыкаются. Деревья среднего яруса, высотой 20—30 м, образуют сомкнутый полог. В этом ярусе сосредоточена основная масса лиан и эпифитов.
Высота деревьев нижнего яруса не превышает 20 м, развитие этого яруса зависит от освещённости, поэтому в зрелых лесах он разрежен и не препятствует движению людей.
Кустарниковый и травяной ярусы трудно чётко разграничить, некоторые травы, например банан, могут достигать высоты 6 м. В спелом лесу флористический состав травяного яруса обычно состоит из 1—2 видов.
В более тёмных местах травянистый покров и кустарники отсутствуют, а в более светлых местах, на опушках, по берегам рек, они достигают своего великолепия. Велика роль споровых растений: папоротников и плаунов. Благодаря разнообразию видов и жизненных форм ярусы не имеют чётких границ, тем более, что очень развита внеярусная растительность: лианы и эпифиты. В горных влажных тропических лесах высота деревьев 1-го яруса двухъярусного древостоя не превышает 20 м. Здесь распространены папоротники, бамбуки, эпифиты.
Цветение в тропическом лесу относительно равномерно распределено в течение года. Некоторые виды цветут круглый год, при этом у них одни ветви цветут, а на некоторых созревшие плоды. У многих деревьев цветки и соцветия образуются непосредственно на стволах и безлистных участках ветвей. Это называется каулифлория. Есть виды пальм, бамбуков и других растений, которые имеют кратковременное цветение одновременно всех экземпляров данного вида. Несмотря на благоприятные в течение всего года условия для роста, деревья имеют период покоя.
Хотя вечнозелёные леса, даже отдельные деревья в этих лесах, никогда не стоят без листьев, деревья всё же сбрасывают свою листву, правда не сразу (кроме некоторых видов), а порциями. Распускающиеся листья могут быть разных ярких цветов: красного, буро-красные, белые и другие Листья деревьев верхних ярусов ксерофильные: большие, жёсткие, блестящие, так как в жаркое дневное время очень велика транспирация (испарение). Листья в глубине леса представляют собой полную противоположность. Разнообразные кустарники и травянистые растения имеют не ксерофильные приспособления, а наоборот, для удаления избытка влаги, ведь транспирация под пологом леса не велика.
Растения мангр приспособлены к жизни в солёной среде, на почвах, лишённых доступа кислорода. Видовой состав не богат: учитывая морские травы и галофильные суккуленты их насчитывается около 50 видов, относящихся к 12 родам из 8 семейств, большинство относятся к родам Ризофора, Авиценния, Bruguiera. Эпифитов и лиан мало. Распространены ходульные и дыхательные корни. У многих растений мангр семена прорастают на материнском растении в ещё незрелых плодах. Деревья высотой 8—15 м образуют сомкнутый полог.

### Растительность сезонных тропических лесов
В муссонных лесах можно выделить три основные группы растительных сообществ.
1. В смешанных лесах доминируют терминалии, далбергии, альбиции и другие, подлесок состоит из бамбуков и небольших пальм.
2. В тиковых лесах — тиковое дерево (тектона большая), листопадные Acacia lencophloea и Albizzia procera и вечнозелёные Butea frondosa, Scheichera trijuda и др.
3. Леса из шореи исполинской, подлесок из терминалии, стеркулии и др.[10]

В Индии произрастают эбеновые деревья, индийский лавр. Лианы и эпифиты хотя и не так многочисленны, как в вечнозелёных, но их больше, чем в саванновых лесах. Полог леса в муссонных лесах разрежен по сравнению с влажнотропическим лесом, поэтому в них травяной покров сомкнут. Травы в основном однолетние, в наиболее сухих местностях преобладает дикий сахарный тростник
Для верхнего яруса лесов этого типа в Западной Африке особенно характерен триплохитон (Triplochiton scleroxylon).
Для саванновых лесов типичны листопадные деревья из семейства бобовых, крона которых как правило плоская зонтиковидная. Деревья имеют высоту до 18 м. В местах, где высота деревьев 3—4,5 м, в сезон дождей травы могут быть выше деревьев. Основу травяного покрова составляют злаки.
В колючих ксерофильных лесах встречаются деревья с чешуевидными листьями и кустарники с зелёными стеблями без листьев. Растения часто покрыты колючками, ткани стеблей и корней способны запасать воду.

## Животный мир

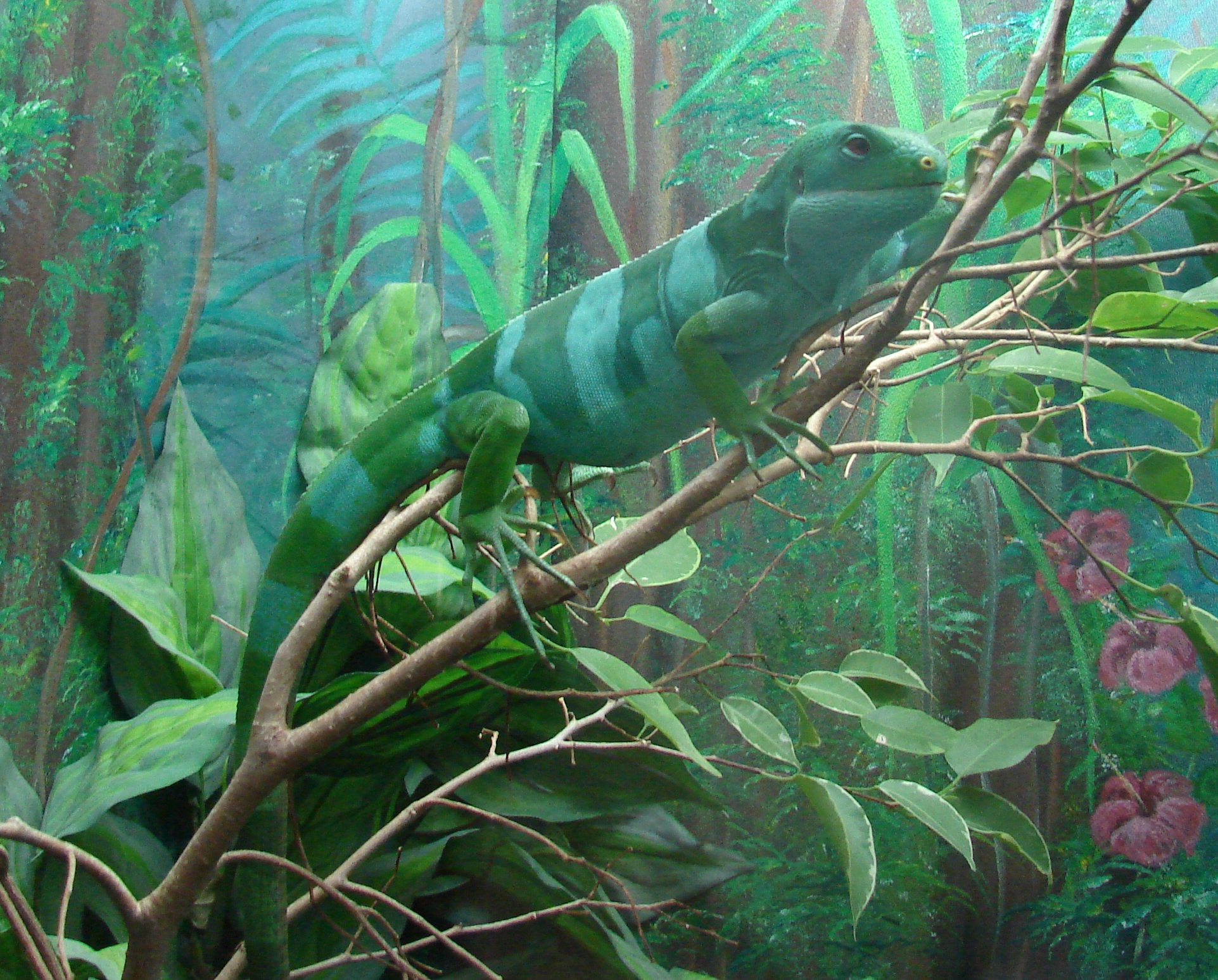
Полосатая фиджийская игуана

По количеству видов тропические леса значительно превосходят леса умеренных и холодных стран, фауна тропических дождевых лесов является наиболее богатой, тем не менее количество представителей каждого отдельного вида в них небольшое.
Как правило, тропические лесные животные живут на деревьях, преимущественно в кронах. Представителями млекопитающих являются обезьяны, белки, летяги, ленивцы, шипохвостые белки, иглошерсты, некоторые насекомоядные, хищные и так далее. Птиц представляют попугаи, дятлы, туканы, колибри, краксы, гоацины и другие;
примерами пресмыкающихся являются хамелеоны, древесные змеи, некоторые гекконы, игуаны, агамы; земноводных — некоторые лягушки. Многие пресмыкающиеся ядовиты.
Во влажно-тропических лесах из-за недостатка света подлесок и травяной покров беден, поэтому наземных видов в них мало.
Их представляют тапиры, носороги, пекари, бегемоты.
Ареалом крупных млекопитающих, в том числе слонов, жирафов, буйволов здесь являются сезонные тропические леса.
Очень многообразны беспозвоночные, они могут быть достаточно крупными, выделяться богатством форм и окраски, среди них муравьи, термиты, многоножки, бабочки и другие.

## Экология

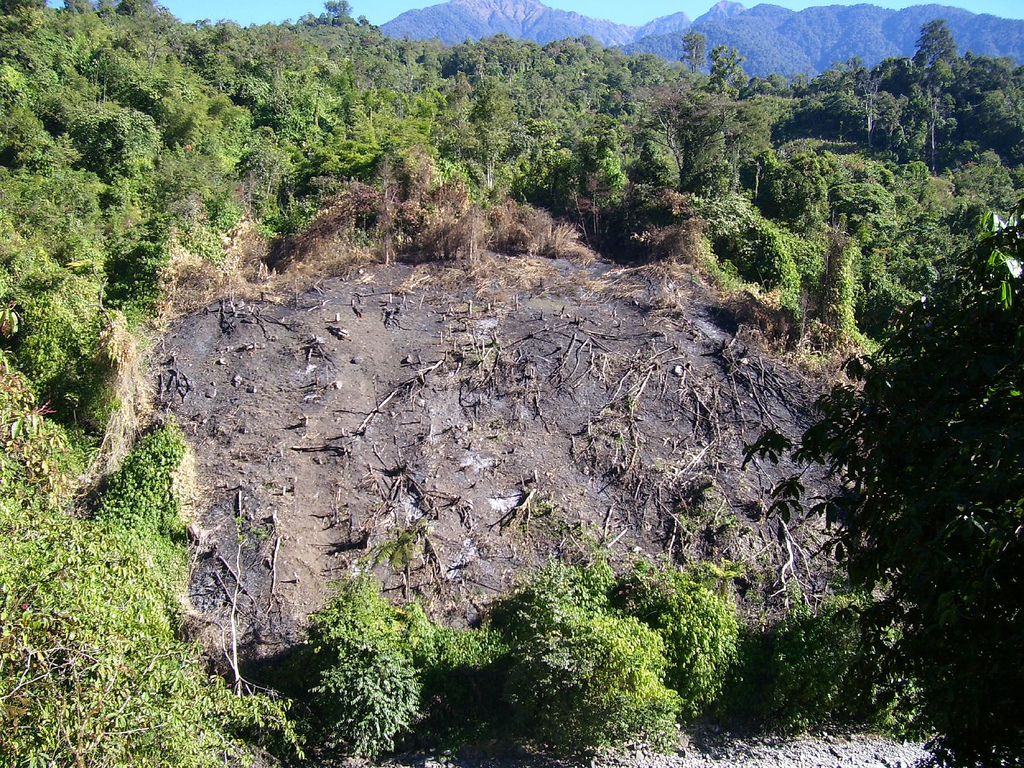
Результат использования подсечно-огневого земледелия в национальном парке Намдапха (Индия)

Тропические леса исключительно важны для биосферы планеты, они являются местообитанием почти половины всех населяющих её биологических видов, свыше 80 % всех видов растений. Площадь тропических лесов составляет половину лесной территории Земли. Они производят 69 % всей чистой первичной продукции лесов мира. Тропические леса высвобождают около 55,5 Гт кислорода в год. В биомассе влажно-тропических лесов находится более половины надматерикового запаса органического вещества, связано около 4,6 Гт углекислого газа. Тропические леса испаряют около 9 % поступающей в атмосферу воды.
Несмотря на высокую биологическую продуктивность (до 3500 г/м² в год) и большой опад листьев, запас подстилки в них значительно меньше, чем в умеренных лесах. Это связано как с интенсивностью промывки в дождевых лесах, так и с общей интенсивностью разложения, причём грибы и термиты перерабатывают свыше 90 % ежегодного прироста растительного вещества.
Остальное съедают растительноядные, которые, в свою очередь, служат источником питания для хищников.
Половина первичных тропических лесов исчезла — вместо них либо выросли вторичные леса, либо остались травянистые сообщества, которые могут превратиться в пустыни. Наибольшие опасения вызывает сокращение дождевых тропических лесов. Экосистемы сезонновлажных тропиков адаптировались как к сезонным изменениям, так и к межгодовым различиям в длительности сухого и влажного периодов, поэтому они более устойчивы к антропогенным воздействиям. Процесс усугубляется тем, что при вырубке лесов всего за 1—2 года происходит вымывание питательных веществ из почвы в подпочвенный грунт. Основными причинами сокращения площади тропических лесов являются:
- подсечно-огневое земледелие,
- выжигание лесов под пастбища,
- лесоразработка[1].

Многие международные организации, например МСОП, ФАО ООН, ЮНЕП, осознают важность тропических лесов для биосферы планеты и содействует их сохранению. Здесь создано около 40 млн га охраняемых территорий, среди них национальные парки Салонга и Майко (Заир); Жау, Амазонский (Бразилия); Ману (Перу), Канайма (Венесуэла).
Существует мнение, что для сохранения тропических лесных экосистем охраняемые территории должны охватывать не менее 10 % площади лесов.
Фонд Rainforest Foundation Norway подготовил глобальный отчет обо всех тропических лесах на Земле, где проанализирована информация с 2002 по 2019 год. В отчете пришли к выводу, что из примерно 14,5 миллионов квадратных километров тропических лесов, которые когда-то покрывали поверхность Земли, нетронутыми остаются только 36 %.